# تحليل البنية الدلالية
تحليل البنية الدلالية (أو SSA) هو منهجية للوصف المنهجي للمعنى المقصود للغة الطبيعية، طورها المعهد الصيفي للغويات. يُستخدم الاسم أيضًا لتقنية يوجين نيدا في رسم خرائط العناصر المعجمية من اللغة المصدر إلى اللغة المُستقبِلة في نظرية الترجمة.